# 冷焊

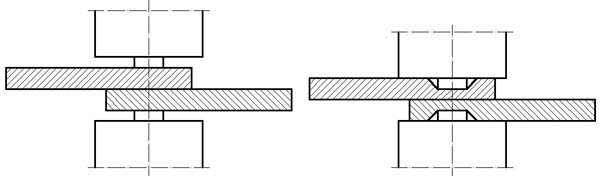
冷焊截面，焊接前與焊接後

冷焊（英語：Cold welding）或接觸焊、接觸焊接（contact welding）是一種固態焊接製程，其中在兩個待焊接工件的界面處進行連接而不熔化或加熱。傳統焊接方式會將接合面的材料熔化，而冷焊不需要熔化材料。與熔化焊製程不同，接頭中不存在液相或熔融相。
冷焊是在1940年代發現的，當時發現二個類似金属材質，表面光滑潔淨的材料，若在真空下接觸，會緊密的接合在一起。目前己發現微米尺度以及奈米尺度的冷焊，有應用在奈米微影術製程的潛力。
冷焊的應用有線材及電子連接器（例如絕緣刺破式連接器和金属绕丝）。

## 太空應用
在早期的衛星中，冷焊時常是機械問題的肇因。2009年，歐洲太空總署發表了關於冷焊的論文，裡面並指出1991年伽利略號探測器的高增益天線冷焊問題。
冷焊現象不容易發現的原因是因為冷焊通常都會伴隨著物體相對運動，這個將會導致摩擦與黏著現象。比如一個接合可以是結合冷焊與摩擦焊接。所以，冷焊與摩擦焊接不能獨立分開來看。

## 纳米尺度
在纳米尺度下，冷焊只需很小的壓力即可完成。不像在巨觀尺度下需要很大的壓力才可發生冷焊。

## 另見
- 塊規
- 摩擦學
- 分子間作用力

## 延伸閱讀
- Sinha, K.; Farley, D.; Kahnert, T.; Solares, S.D.; Dasgupta, A.; Caers, J.F.J.; Zhao, X.J. . Journal of Adhesion Science and Technology. 2014, 28 (12): 1167–1191. doi:10.1080/01694243.2014.891349.
- Kalpakjian.  5th. Prentice Hall. 2005: 981. ISBN 978-0-13-148965-3.